# 베네딕트 에르들링손
베네딕트 에르들링손(아이슬란드어: Benedikt Erlingsson, 1969년 5월 31일~)은 아이슬란드의 배우, 영화 감독, 무대 연출가, 각본가이다.

## 출연 작품

### 영화
- 어느 여자의 전쟁 (2018년)
- 더 쇼 오브 쇼즈 (2015년)
- 오브 홀시스 앤 맨 (2013년)
- 볼케이노: 삶의 전환점에 선 남자 (2011년)
- 서클드로어즈 (2009년)
- 못 (2008년)
- 스토라 플라니드 (2008년)
- 감사 (2007년)
- 오! 마이 보스! (2006년)
- 갈매기의 웃음 (2001년)
- 바위의 눈물 (1995년)